# Dhünnsche Mühle
Die Dünnsche Mühle (Hubertsmühle) ist eine ehemalige Mühle am südöstlichen Ortsrand von Dhünn (Wermelskirchen) am Fluss Kleine Dhünn.
Am 20. September 1575 erteilte der Herzog von Berg dem Hupertgen zu Dun im Amt Bornefeld die Genehmigung zur Anlage einer neuen Kornmühle. Dazu hieß es im Burger Lagerbuch für das Jahr 1575 Bey Dünn liegt eine Mülle genant die Hebertz Mülle hat keinen Zwang. Für das Jahr 1630 wurde im gleichen Lagerbuch Johann Schmidt als Inhaber der Konzession für eine Mahl- und Oelmülle genannt. Noch 1692 hieß es diese Mülle und Olligsmülle hat izo in Besiz der Färber zu Hückeswagen.
Im Lagerbuch des Amt Burg hieß es 1749, Johann Schmidt zu Dhünn gibt für seine Ölmühle so an die Mahlmühle gebaut, einen Taler 32 Stüber an Erkenntnis.
Im Jahre 1809 gab, laut Contract von 1775, Johann Fischer von seiner in Dhünn gelegenen Hubertsmühle zwei Malter Roggen an die Kellnerei Burg.
Über die Familien Rosenthal und Paffrath gelangte die Mühle an die Familie Kornwinkel.